# Apples (EP)
Apples (Apples?) è il secondo EP della rock band visual kei giapponese Moran. L'uscita del disco era stata programmata per il 23 marzo 2011, ma in seguito alle vicende del terremoto e maremoto del Tōhoku la pubblicazione è stata posticipata al successivo 13 aprile, ed è la prima delle due opere dei Moran distribuite dell'etichetta indie TOY'S FACTORY insieme al successivo singolo Tricolore.
Apples è la prima uscita discografica della seconda fase dei Moran: dopo l'abbandono del chitarrista Velo e la morte del bassista Zill, le cui ultime composizioni sono raccolte in questo disco, la band ha reclutato come nuovi componenti il chitarrista Sizna ed il bassista Shingo (solo come musicista di supporto) entrambi provenienti dagli scioltisi Sugar, ed ha inaugurato una nuova fase artistica venata da una più profonda sperimentazione e apertura verso sonorità sia elettroniche (Minami e, Kekkan no detail) sia classiche (Fender, Bleach).

## Tracce
Tutti i brani sono testo di Hitomi e musica di Zill.

Dopo il titolo è indicata fra parentesi "()" la grafia originale del titolo.
1. Minami e (南へ?) - 4:17
2. Kare (彼?) - 3:22
3. Breakfast on Monday (Breakfast on Monday?) - 4:06
4. Fender (Fender?) - 3:09
5. Kekkan no detail (欠陥のディテール?) - 3:47
6. Silent whisper (Silent whisper?) - 4:22
7. Bleach (Bleach?) - 5:25

## Formazione
- Hitomi - voce
- Sizna - chitarra
- Shingo - basso (supporto)
- Soan - batteria